# Skedbäckmossa
Skedbäckmossa (Hygrohypnum cochlearifolium) är en bladmossart som beskrevs av Brotherus 1908. Enligt Catalogue of Life ingår Skedbäckmossa i släktet bäckmossor och familjen Amblystegiaceae, men enligt Dyntaxa är tillhörigheten istället släktet bäckmossor och familjen Amblystegiaceae. Enligt den finländska rödlistan är arten sårbar i Finland. Enligt den svenska rödlistan är arten sårbar i Sverige. Arten förekommer i Nedre Norrland och Övre Norrland. Artens livsmiljö är bäckar. Inga underarter finns listade i Catalogue of Life.